# Хансен, Харальд (футболист)
Харальд Хансен (дат. Harald Hansen; 14 марта 1884, Копенгаген — 10 марта 1927, Орхус) — датский футболист, игравший на позиции защитника. Тренер ФК «Орхус». Двукратный серебряный призер Олимпийских игр: сначала в 1908 году в Лондоне, а затем спустя 4 года в Стокгольме. Всю свою клубную карьеру провёл в «Болдклуббене» 1893.
Принял участие в первом официальном матче сборной Дании по футболу на Летних Олимпийских играх 1908 года. Сыграл на турнире все три матча за команду Дании, которая завоевала серебряные медали. Четыре года спустя Хансен сыграл все три матча за сборную Дании по футболу на Летних Олимпийских играх 1912 года. В полуфинале против Нидерландов Хансен забил автогол, а Дания выиграла со счетом 4-1. Как и в 1908 году, Дания встретилась в финале со сборной Великобритании и снова завоевала серебряные медали.
Хансен завершил спортивную карьеру в сборной после Олимпийских игр 1912 года, сыграв семь игр за сборную.
Работал тренером ФК Орхус.

## Статистика

### Матчи Хансена за сборную Дании
| Матчи Хансена за сборную Дании | Матчи Хансена за сборную Дании | Матчи Хансена за сборную Дании | Матчи Хансена за сборную Дании | Матчи Хансена за сборную Дании | Матчи Хансена за сборную Дании |
| ------------------------------ | ------------------------------ | ------------------------------ | ------------------------------ | ------------------------------ | ------------------------------ |
| №                              | Дата                           | Соперник                       | Счёт                           | Голы Хансена                   | Соревнование                   |
| 1                              | 19 октября 1908                | Франция                        | 9:0                            | —                              | Олимпийские игры 1908          |
| 2                              | 22 октября 1908                | Франция                        | 17:1                           | —                              | Олимпийские игры 1908          |
| 3                              | 24 октября 1908                | Великобритания                 | 0:2                            | —                              | Олимпийские игры 1908          |
| 4                              | 5 мая 1910                     | Англия (люб.)                  | 2:1                            | —                              | Товарищеский матч              |
| 5                              | 30 июня 1912                   | Норвегия                       | 7:0                            | —                              | Олимпийские игры 1912          |
| 6                              | 2 июля 1912                    | Нидерланды                     | 4:1                            | —                              | Олимпийские игры 1912          |
| 7                              | 4 июля 1912                    | Великобритания                 | 2:4                            | —                              | Олимпийские игры 1912          |

Итого: 7 матчей / 0 голов; 5 побед, 0 ничьих, 2 поражения.